# Amilopectina

Projeção de Haworth da amilopectina

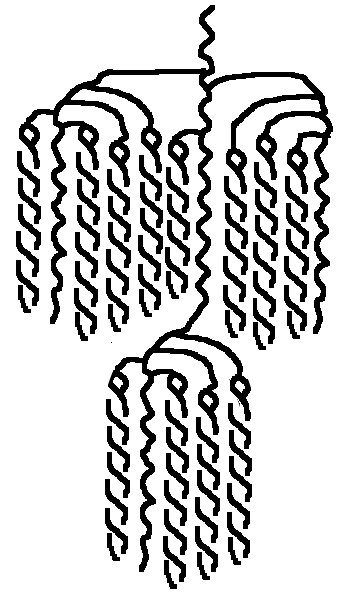
Estrutura da molécula da amilopectina

A amilopectina, molécula mais abundante nos diferentes tipos de amido, é um polímero maior, formado por cadeias de resíduos de α-D-glicopiranose (entre 17 e 25 unidades) unidas por ligações glicosídicas α-1,4, fortemente ramificada, com 4% a 6% de ligações α-1,6. Sua massa molecular varia entre 50 e 500 x 106 Daltons, sendo que pode ser formada por 2.000 até 200.000 unidades de glicose.
A composição do amido é de aproximadamente 70% amilopectina, porém essa quantidade varia conforme o tipo de amido. No grânulo de um amido, a amilopectina encontra-se empacotada no sentido paralelo da região da camada cristalina do amido, na forma de micelas, já suas ramificações estão na região amorfa da molécula de amido.
A textura do arroz após cozimento bem como a sua digestibilidade são também influenciados pela fração amilose:amilopectina do amido em questão. Estudos comprovam que quanto menor o teor de amilopectina e maior o de amilose no amido, mais secos e separados ficam os grãos de arroz após cozidos. Apesar disso, estrutural e funcionalmente, a amilopectina é a mais importante das duas frações, pois sozinha é suficiente para formar o grânulo, como ocorre em mutantes que são desprovidos de amilose, esta, por sua vez, não é conhecido com precisão sua localização nos grãos, acredita-se que a amilose esteja localizada dentre as cadeias de amilopectina aleatoriamente.

A) Classificação das cadeias da amilopectina em tipo A, B e C.
B) Estrutura da amilopectina formando regiões amorfas e cristalinas no grânulo do amido.

As cadeias de amilopectina estão organizadas de maneiras diferentes, o que sugere uma classificação A, B e C (conforme a figura). O tipo A é composto de uma cadeia não-redutora de glicoses unidas por ligações α-1,4 sem ramificações, que é unida à cadeia do tipo B por meio de ligações α-1,6. As cadeias do tipo B, por sua vez, são formadas por glicoses ligadas em α-1,4 e α-1,6, contendo uma ou várias cadeias tipo A e podem conter cadeias tipo B unidas por meio de um grupo hidroxila primário. Já a cadeia C é única em uma molécula de amilopectina, sendo composta por ligações α-1,4 e α-1,6 com agrupamento terminal redutor.